# (10831) Takamagahara
(10831) Takamagahara (1993 VM2) – planetoida z pasa głównego asteroid okrążająca Słońce w ciągu 4,18 lat w średniej odległości 2,6 j.a. Odkryta 15 listopada 1993 roku.